# Gephyroberyx
Gephyroberyx (Boulenger, 1902) è un genere di pesci ossei marini appartenenti alla famiglia Trachichthyidae.

## Distribuzione e habitat
Il genere è diffuso in tutti gli oceani nelle zone tropicali, subtropicali e temperate, con l'eccezione delle parti orientali dell'oceano Pacifico, la specie G. darwinii è presente, seppur rara, nel mar Mediterraneo.
Si trovano su fondi o affioramenti rocciosi della piattaforma continentale e dell'alta scarpata a profondità raramente superiori ai 500 metri ma talvolta a oltre 1000.

## Tassonomia
Il genere comprende 2 specie:
- Gephyroberyx darwinii
- Gephyroberyx japonicus